# Ramadan Yusef
Ramadan Yusef (en amharique : ረመዳን ዩሱፍ), né le 12 février 2001 à Asosa, est un footballeur international éthiopien. Il joue au poste d'arrière gauche à Saint-George SC.

## Carrière

### En sélection
Il fait ses débuts en sélection le 4 septembre 2019 contre le Lesotho lors d'un match des éliminatoires de la coupe du monde 2022. 
Il dispute ensuite la Coupe d'Afrique des nations 2021 qui se déroule au Cameroun.